# Seututie 372
Pour les articles homonymes, voir Route 372.
La route régionale 372 (finnois : Seututie 372) est une route régionale allant de la route européenne 12 jusqu'au port d'Hamina en Finlande,,.

## Présentation
La seututie 372 est une route régionale de la Vallée de la Kymi.